# 西新井消防署

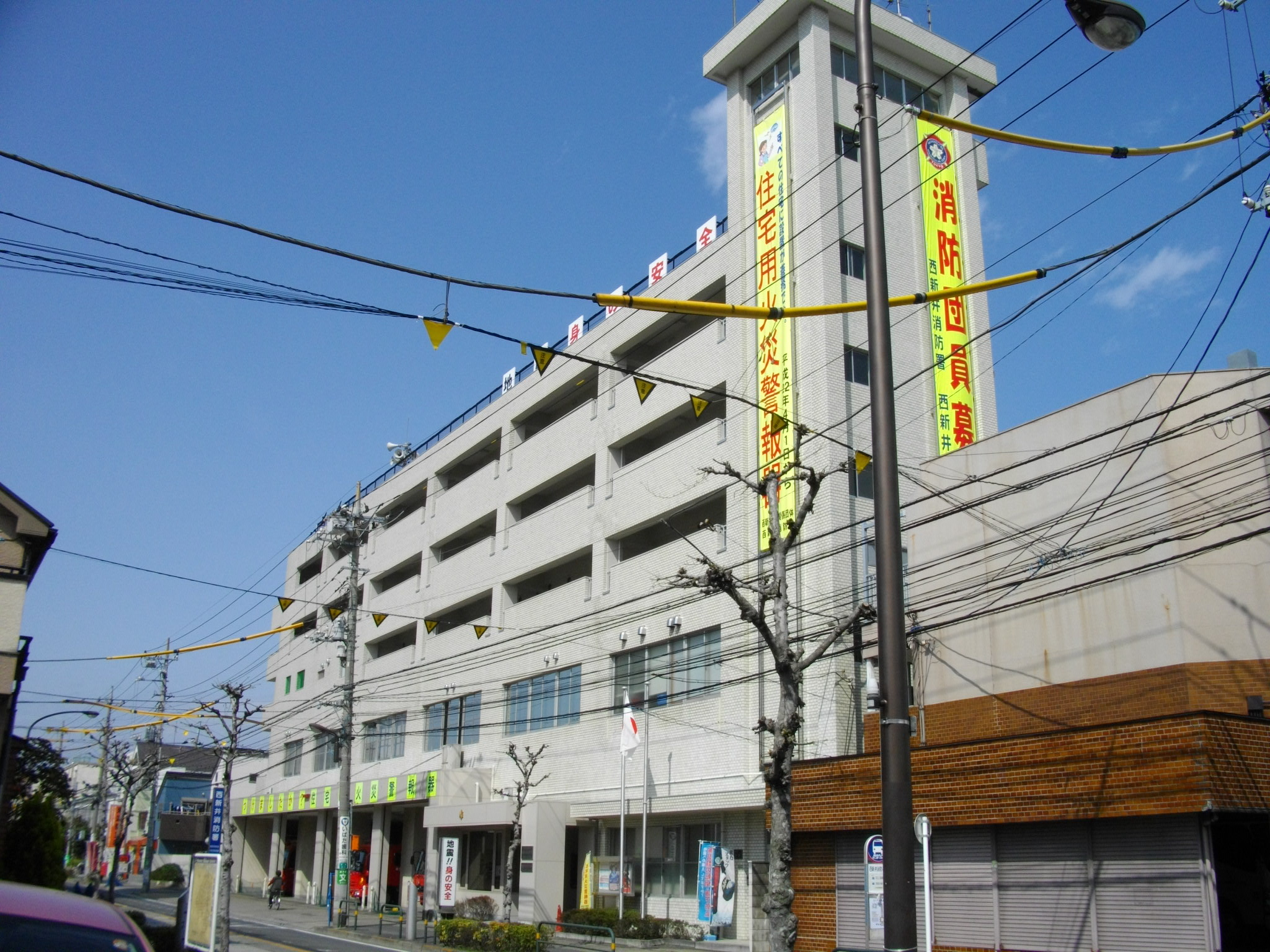
西新井消防署

西新井消防署（にしあらいしょうぼうしょ）は、東京都足立区伊興二丁目にある東京消防庁第六消防方面本部に属する消防署。

## 概要
荒川以北の東武伊勢崎線以西地域の大部分を管轄地域とする。

## 所在地
- 東京都足立区伊興二丁目5番11号
- 最寄り駅：東武伊勢崎線（東武スカイツリーライン）・東武大師線西新井駅より竹ノ塚車庫又は流通センター行バス西新井消防署下車

## 本署配備車両
- 指揮隊車（西新井YD）
- 普通消防ポンプ車（西新井1）
- 水槽付きポンプ車（西新井2）
- はしご車（西新井L）
- 高規格救急車（西新井A）
- 査察広報車（西新井1YF-3YF）
- 署隊査察広報車（西新井YF）黒塗りの乗用車
- 人員輸送車（西新井SQ）
- 補給車（西新井SF）

## 管轄地域
本署管轄
- 西伊興
- 西伊興町
- 東伊興
- 伊興本町
- 舎人町
- 西新井三、四丁目
- 古千谷一、二丁目
- 西竹の塚一、二丁目
- 舎人
- 舎人公園
- 入谷町
- 古千谷本町
- 皿沼
- 伊興
- 加賀
- 入谷

大師前出張所管轄
- 谷在家
- 西新井栄町
- 栗原三、四丁目
- 西新井一、二、五、六、七丁目
- 西新井本町

上沼田出張所管轄
- 江北
- 堀之内
- 椿
- 鹿浜

本木出張所管轄
- 本木
- 本木東町
- 本木西町
- 本木南町
- 本木北町
- 扇
- 興野
- 関原

## 出張所
- 大師前出張所

足立区栗原3-10-28
- 上沼田出張所

足立区江北3-40-24
- 本木出張所

足立区本木南町24-14
- 舎人出張所（仮）

足立区舎人

## 沿革
- 1976年3月1日 西新井消防署を（旧）西新井消防署（現在の足立消防署）から分割設置。
  - 東京消防庁西新井消防署を西伊興町59番6号に新設。
    - （旧）西新井消防署大師前出張所を（新設）西新井消防署に移管。
    - （旧）西新井消防署上沼田出張所（江北三丁目40番）を（新設）西新井消防署に移管。
    - （旧）西新井消防署本木出張所（本木南町24番）を（新設）西新井消防署に移管。
    - 西新井特別救助隊を足立特別救助隊に改称。